# Inno Nazionale della Repubblica
O Inno Nazionale della Repubblica é o hino nacional do microestado de San Marino. Foi escrito por Federico Consolo, violinista e compositor, e adotado como o hino nacional em 1894. O Inno Nazionale é tocado regularmente em San Marino por músicos da Banda Militar durante festas nacionais e religiosas.
A letra foi escrita por Giosuè Carducci, porém nunca foi adotada oficialmente pelo governo de San Marino.

## Letra não oficial

### Em italiano[2]
Oh antica Repubblica
Onore a te virtuosa
Onore a te

Generosa fidente,
Virtuosa.
Oh, Repubblica
Onore e vivi eterna
Con la vita
E gloria d'Italia
Oh antica Repubblica
Onore a te.

### Em português
Oh antiga República
Honra para ti, virtuosa
Honra para ti
Generosa fidelidade,
Virtuosa.
Oh República,
Honra e vive,
Com a vida eterna
E glória da Itália
Oh antiga República
Honra para ti.